# Mimosa cruenta
Mimosa cruenta är en ärtväxtart som beskrevs av George Bentham. Mimosa cruenta ingår i släktet mimosor, och familjen ärtväxter. IUCN kategoriserar arten globalt som livskraftig.

## Underarter
Arten delas in i följande underarter:
- M. c. cruenta
- M. c. glabra